# إريك ستيل
اريك ستيل (بالإنجليزية: Eric Steel) هو مخرج أمريكي، ولد في القرن العشرين.

## وصلات خارجية
- إريك ستيل على موقع IMDb (الإنجليزية)
- إريك ستيل على موقع ألو سيني (الفرنسية)
- إريك ستيل على موقع أول موفي (الإنجليزية)
- إريك ستيل على موقع قاعدة بيانات الأفلام السويدية (السويدية)
- إريك ستيل على موقع قاعدة بيانات الفيلم (الإنجليزية)
- إريك ستيل على موقع كينوبويسك (الروسية)